# Уэзерби, Джордж
Джордж Уэзерби (англ. George Faulkner Wetherbee; 1851—1920) — американский художник; бо́льшую часть жизни проживший в Англии.

## Биография
Родился в 1851 году в Цинциннати, штат Огайо.
Первоначально учился в Бостоне. Родители, обнаружив в мальчике ранний художественный таланn, отправили его на учёбу в Европу, где он обучался в художественных школах Антверпена и Лондона. Уэзерби остался жить в Европе, осев в Лондоне. Часто путешествовал по Франции, Германии и Италии;  посещал Вест-Индию, где много писал. В возрасте сорока лет он был признан лондонским художественным сообществом, и его мастерство было высоко оценено. Выставлялся с 1880 года в Royal Academy, был членом обществ Royal Society of British Artists, Royal Institute of Oil Painters и New Society of Painters in Water Colours. Крупная выставка его работ состоялась в Fine Art Society в 1903 году.
Работал Джордж Уэзерби как в маслом, так и в акварелью; в основном создавая идиллические пейзажи с редкими фигурами людей. Также написал в 1890-х годах коммерческую серию сельских сцен.
Умер в 1920 году в Лондоне.
Многие его работы находятся в различных музеях Англии.